# 簡譜
簡譜（英語：numbered musical notation）為記譜法之一，因主要以數字作表達，亦稱為數字譜。其起源於18世紀的法國，後經德國人改良，遂成今日之貌。
另外，在德文裡，其名為，意若「數字系統」（number system）。若與五線譜合併顯示，則稱為「簡五譜」。

## 歷史
1665年巴黎方濟會修士Jean-Jacques Souhaitty的著作《學習素質和音樂的新方法》提出把阿拉伯數字1至7代入唱名「do」、「re」、「mi」、「fa」、「sol」、「la」、「ti」，並加點表明高音和低音。
17世紀，法國天主教神父Jean-Jacques Souhaitty，在指導信眾唱讚美詩時，感受到五線譜教學的困難，就想要創造一種更便捷的辦法。於是乎他以阿拉伯數字1234567來代替Do Re Mi Fa So La Ti，並在1665年和1679年，分別發表了「學習音樂的新方法」及「用數字譜唱教會歌曲的實驗」兩篇論文，只可惜當時未受到音樂家的重視，反倒是引起衛道人士的非議，新方法於是胎死腹中。
18世紀中葉，瑞士裔法國思想家、哲學家、政治理論家盧梭曾編寫100多首歌曲，獨幕歌劇《鄉村的算命師》，獲得國王青睞，演出400多場。他主張「音樂是語言的昇華」、「人工堆砌的，都是違背自然。」「旋律是音樂的主角，和聲是襯托的配角。」他還協助朋友編輯音樂辭典，於1767年出版。當時的精緻音樂仍是貴族們的休閒享受，盧梭崇尚「全民音樂」，於1742年在法國科學院發表並講解此一發明，并且大力呼籲使用數字簡譜，但他的「業餘身分」遭到音樂學院保守教授們的諷刺。
多年之後，簡譜在數學老師Pierre Galin和Aimé Paris的整理之下，漸漸受到重視。到了19世紀，音樂教育家Émile-Joseph-Maurice Chevé再加以改進，得到法國政府教育機構的正式認可，稱為Galin-Paris-Chevé記譜法，簡稱Chevé記譜法，俗稱「數字簡譜」或「簡譜」。這時簡譜記譜法則已經完備，成為當時正統的音樂工具。

## 系統

### 音符
音符用數字1至7表示。這7個數字就等於大調的自然音階。如果是C大調，加上音名，就會是這樣：
| 音階 | C  | D  | E  | F  | G   | A  | B  |
| 唱名 | do | re | mi | fa | sol | la | ti |
| 數字 | 1  | 2  | 3  | 4  | 5   | 6  | 7  |

### 八度
如果是高一個八度，就會在數字上方加上一點。如果是低一個八度，就會數字下方加上一點。在中間的那一個八度就什麼也不用加。如果要再高一個八度，就在上方垂直加上兩點（如：{\displaystyle {\dot {\dot {5}}}}）；要再低一個八度，就在下方垂直加上兩點（如：{\displaystyle {\underset {:}{5}}}），如此類推。見下表所示：
| 自然大調 | {\displaystyle {\underset {\dot {\dot {\dot {\dot {}}}}}{4}}} | {\displaystyle {\underset {\dot {\dot {\dot {\dot {}}}}}{5}}} | {\displaystyle {\underset {\dot {\dot {\dot {\dot {}}}}}{6}}} | {\displaystyle {\underset {\dot {\dot {\dot {\dot {}}}}}{7}}} | {\displaystyle {\underset {\dot {\dot {\dot {}}}}{1}}} | {\displaystyle {\underset {\dot {\dot {\dot {}}}}{2}}} | {\displaystyle {\underset {\dot {\dot {\dot {}}}}{3}}} | {\displaystyle {\underset {\dot {\dot {\dot {}}}}{4}}} | {\displaystyle {\underset {\dot {\dot {\dot {}}}}{5}}} | {\displaystyle {\underset {\dot {\dot {\dot {}}}}{6}}} | {\displaystyle {\underset {\dot {\dot {\dot {}}}}{7}}} | {\displaystyle {\underset {:}{1}}}      | {\displaystyle {\underset {:}{2}}}      | {\displaystyle {\underset {:}{3}}}      | {\displaystyle {\underset {:}{4}}}      | {\displaystyle {\underset {:}{5}}}      | {\displaystyle {\underset {:}{6}}}      | {\displaystyle {\underset {:}{7}}}      | {\displaystyle {\underset {.}{1}}} | {\displaystyle {\underset {.}{2}}} | {\displaystyle {\underset {.}{3}}} | {\displaystyle {\underset {.}{4}}} | {\displaystyle {\underset {.}{5}}} | {\displaystyle {\underset {.}{6}}} | {\displaystyle {\underset {.}{7}}} | {\displaystyle {\underset {\quad }{1}}} | {\displaystyle {\underset {\quad }{2}}} | {\displaystyle {\underset {\quad }{3}}} | {\displaystyle {\underset {\quad }{4}}} | {\displaystyle {\underset {\quad }{5}}} | {\displaystyle {\underset {\quad }{6}}} | {\displaystyle {\underset {\quad }{7}}} | {\displaystyle {\dot {1}}} | {\displaystyle {\dot {2}}} | {\displaystyle {\dot {3}}} | {\displaystyle {\dot {4}}} | {\displaystyle {\dot {5}}} | {\displaystyle {\dot {6}}} | {\displaystyle {\dot {7}}} | {\displaystyle {\dot {\dot {1}}}} | {\displaystyle {\dot {\dot {2}}}} | {\displaystyle {\dot {\dot {3}}}} | {\displaystyle {\dot {\dot {4}}}} | {\displaystyle {\dot {\dot {5}}}} | {\displaystyle {\dot {\dot {6}}}} | {\displaystyle {\dot {\dot {7}}}} | {\displaystyle {\dot {\dot {\dot {1}}}}} | {\displaystyle {\dot {\dot {\dot {2}}}}} | {\displaystyle {\dot {\dot {\dot {3}}}}} | {\displaystyle {\dot {\dot {\dot {4}}}}} | {\displaystyle {\dot {\dot {\dot {5}}}}} | {\displaystyle {\dot {\dot {\dot {6}}}}} | {\displaystyle {\dot {\dot {\dot {7}}}}} | {\displaystyle {\dot {\dot {\dot {\dot {1}}}}}} | {\displaystyle {\dot {\dot {\dot {\dot {2}}}}}} |
| 自然小調 | {\displaystyle {\underset {\dot {\dot {\dot {}}}}{6}}}        | {\displaystyle {\underset {\dot {\dot {\dot {}}}}{7}}}        | ...                                                           | {\displaystyle {\underset {:}{7}}}                            | {\displaystyle {\underset {\cdot }{1}}}                | {\displaystyle {\underset {\cdot }{2}}}                | {\displaystyle {\underset {\cdot }{3}}}                | {\displaystyle {\underset {\cdot }{4}}}                | {\displaystyle {\underset {\cdot }{5}}}                | {\displaystyle {\underset {\cdot }{6}}}                | {\displaystyle {\underset {\cdot }{7}}}                | {\displaystyle {\underset {\quad }{1}}} | {\displaystyle {\underset {\quad }{2}}} | {\displaystyle {\underset {\quad }{3}}} | {\displaystyle {\underset {\quad }{4}}} | {\displaystyle {\underset {\quad }{5}}} | {\displaystyle {\underset {\quad }{6}}} | {\displaystyle {\underset {\quad }{7}}} | {\displaystyle {\dot {1}}}         | {\displaystyle {\dot {2}}}         | {\displaystyle {\dot {3}}}         | {\displaystyle {\dot {4}}}         | {\displaystyle {\dot {5}}}         | {\displaystyle {\dot {6}}}         | ...                                | {\displaystyle {\dot {\dot {5}}}}       | {\displaystyle {\dot {\dot {6}}}}       |                                         |                                         |                                         |                                         |                                         |                            |                            |                            |                            |                            |                            |                            |                                   |                                   |                                   |                                   |                                   |                                   |                                   |                                          |                                          |                                          |                                          |                                          |                                          |                                          |                                                 |                                                 |

### 音長
通常只有數字的是四分音符。數字下加一條橫線，就可令四分音符的長度減半，即成為八分音符；兩條橫線可令八分音符的長度減半，即成為十六分音符，以此類推；簡單來説，下加横綫數目與五綫譜的符尾數目相對應。數字後方的橫線延長音符，每加一條橫線延長一個四分音符的長度。
正如五綫譜的附點一樣，數字後方加一點會將音符長度增加一半。如果低八度的下加点与音长的下加线同时使用，则点在线的下面。

### 休止符
休止符用「0」來表示。比四分休止符長，就只需在每一個四分休止符再多加一個「0」，不需在後方加上橫線。若整個小節均是休止狀態的話，就在每個四分音符加一個「0」或是寫成「| > 0 < |」，就像是3拍4可以寫成「| 0 0 0 |」或「| > 0 < |」，而4拍4可以寫成「| 0 0 0 0 |」或「| > 0 < |」。

### 無音高音符
就像敲擊樂的樂器那樣是沒有音高的，這時，簡譜就需要用「X」或「x」表達。例如啦啦隊開心就拍手時，簡譜上就需如此表達：
```
4/4                        > >
| X  X  
X X
 X  | 
X X X X
 
0 X
 X ||
```

### 小節線
正如五線譜一樣，小節與小節之間以小節線分隔，樂曲終止以一粗一細的直線表示(但是一般不分粗細)；重複樂段以縱線後兩點表示開始，縱線前兩點表示終止。

### 拍號
拍號的表達方式為：「2/4」、「3/4」、「4/4」、「6/8」等等。拍號一般都是置於調號的後方。

### 變調與調號
表示調號有兩種方法：可以直接寫「C調」，「C小調」或「Key: C」，「Key: Cm」。亦可寫清楚主音代表哪一個音，例如「1 = C」，就是C大調（大調以1为主音）。「6 = C」就是C小調（小调以6为主音）。「2 = D」就是D多利安調式（多利安調式以2为主音）。
五線譜有變音記號，簡譜同樣有變音記號。在簡譜中，若需表達升降音，就把符號加在數字1至7的前方，讓該音升高或降低。若要把變音記號加在調號跟和弦CDEFGAB七個字母，就須加在它們的後方。
在五綫譜中，C小調曲調表達爲B，E，A三個音各降低半音。在表達和聲C小調的导音時，會把一個還原號放在B♭的音符前面。而在簡譜中用「6 = C」記譜方式表達C小調時，這個导音寫作♯5，因爲5本身不能被還原，這與五線譜中B已被降半音而需還原的情況不同。
| 大调 | 小调 | 小调 | 大调 |
| ---- | ---- | ---- | ---- |
| C    | Am   | Cm   | E♭   |
| D♭   | B♭m  | C♯m  | E    |
| D    | Bm   | Dm   | F    |
| E♭   | Cm   | D♯m  | F♯   |
| E    | C♯m  | Em   | G    |
| F    | Dm   | Fm   | A♭   |
| F♯   | D♯m  | F♯m  | A    |
| G    | Em   | Gm   | B♭   |
| A♭   | Fm   | G♯m  | B    |
| A    | F♯m  | Am   | C    |
| B♭   | Gm   | B♭m  | D♭   |
| B    | G♯m  | Bm   | D    |

### 延音線、圓滑線與其他音樂符號
簡譜圓滑線跟連結線都是跟五線譜相同，为圆弧线。若线太长，允许换为平头线，以保持行高平整，但一定得置在數字上方。
大多數演奏記號也與五線譜相同，但使用五線譜的記號表達跳音（staccato）有時很容易會跟高八度的那一點混淆，因此在表達跳音時把那一點寫得粗點及低點，甚至使用大斷奏的寫法。一种避免混淆的方法是用“×”代替跳音点。

## 使用情況

### 中國大陸
在中國大陸很多人知晓簡譜。有些樂譜出版物甚至同時使用五線譜和簡譜。
簡譜從歐洲傳到日本，透過留學生李叔同等在1904年引入中國，連保守的音樂家都欣然接受，漸漸放棄工尺譜或口傳，英商百代唱片公司出版的「時代曲」歌單，也以簡譜印製。

### 香港
香港的中小學音樂教育一直以來都是以學習五線譜為主導，音樂教科書中的選曲也使用五線譜寫成；同時，社會環境也讓相當部份的家長會為其子女安排學習西洋樂器，而學習五線譜也是必須擁有的能力，相比之下，對於簡譜則一直都不予以教授。但是自香港教育局於2003年推出《藝術教育學習領域 音樂科課程指引（小一至中三）》，其中提及學生應學習「應用五線譜及其他記譜法讀譜及記譜」，並且加強對中國音樂及樂器、和粵劇的教授後，教科書亦開始在初中和高小的課本中加入簡譜的元素，而2024年更新的《音樂科課程指引（小一至中六）（2024）》亦保留了相關的內容。

### 台灣
日治時代，台灣公學校「唱歌」教材（音樂課程的前身）有五線譜，也有簡譜，流行歌壇則受日本影響，全部以簡譜建立「全民音樂」的基礎，培養大量喜歡音樂的群眾。
1945年後，台灣學校的音樂教育一直排斥數字簡譜，在教育部頒布的課程標準中，明示「不得使用簡譜」，直到1991年，開放民間出版社編印的「審定本」時，才於國小6年級音樂課本介紹盧梭和簡譜。有學者認為當許多人無法理解、使用五線譜而放棄享受音樂的權利時，簡譜絕對能幫助開闢更多的音樂人口，達到「全民音樂」的最高目標。

## 示例

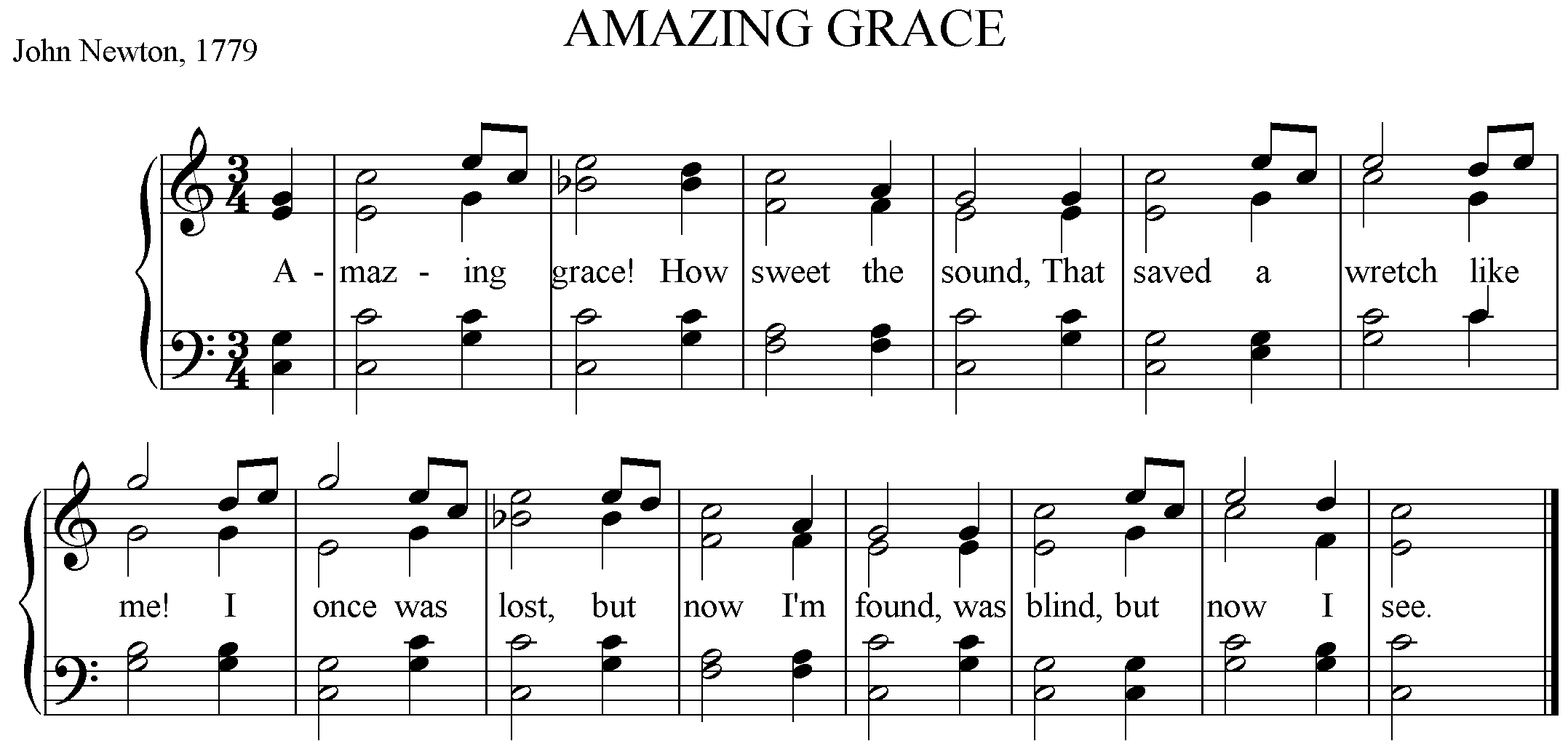
《奇異恩典》的五線譜

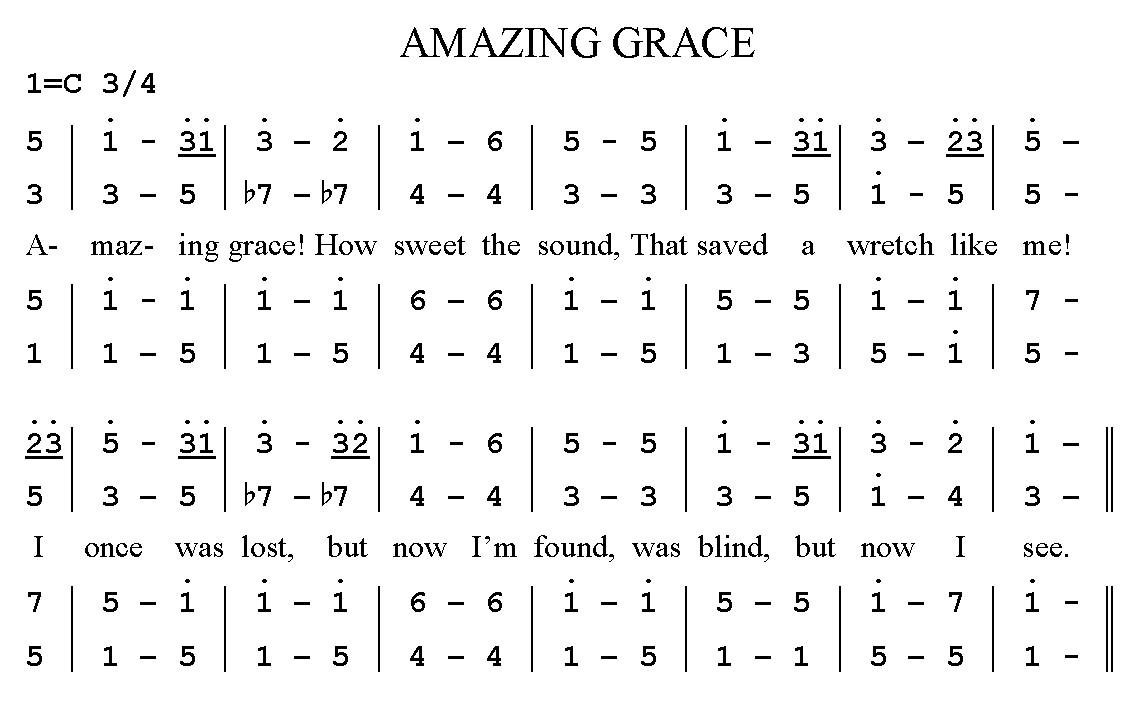
《奇異恩典》的簡譜

下方是用五線譜和簡譜表達同一支歌曲的分別：

## 網絡簡譜
自从進入互聯網時代以來，在線上逐漸普及了不同的用普通鍵盤就能輸入數字簡譜的替代方案。这些方案都統稱“網絡簡譜”。下面以Amazing Grace這首曲為例，示範其中一種網絡簡譜的輸入方式：
Amazing Grace
/ 005 //
/ 1'0(3'1') / 3'02' / 1'06 / 505 //
/ 1'0(3'1') / 3'0(2'3') / 5'00 / 00(2'3') //
/ 5'0(3'1') / 3'0(3'2') / 1'06 / 505 //
/ 1'0(3'1') / 3'02' / 1'00 / 000 //

## 排版
由于简谱在中国使用较为广泛，市面上存在的大部分简谱编辑排版软件都是中文界面的软件，它们大多提供“所见即所得”的操作界面。

### Sibelius
西貝柳斯 (軟體)中有「簡譜插件」可以实现簡五譜排版。

### 簡單有譜
簡單有譜（Jianpu Info）是一款線上網頁編輯軟體。

### LilyPond
LilyPond（荷花池）也可以通过一些技术性的手段，排版出简谱样式的乐谱，台灣作曲家官大為便示範了以此軟體做成的圓周率簡五譜。

### Doulos SIL Cipher
Doulos SIL Cipher是由SIL國際開發的開源簡譜字型，使用OFL協議釋出。運用OpenType及Graphite技術呈現。使文書處理軟體、桌上排版軟體等得以編排簡譜。

### x-Vacle
x-Vacle是一款運用OpenType技術的所見即所得的開源簡譜字型，基於其它多種開源字型開發。不需要設定更大的行距。

### 引用
1. ↑  音樂和簡譜知識 （页面存档备份，存于） - 南明離火
2. ↑  .   [2007-08-14]. （原始内容存档于2020-04-28）.
3. ↑  香港教育局《藝術教育學習領域 音樂科課程指引（小一至中三）（2003）》，第23頁。
4. ↑  香港教育局《音樂科課程指引（小一至中六）》，第8頁。
5. ↑  台灣音樂教育學會（劉美蓮） （页面存档备份，存于） - 音樂簡譜不是毒蛇猛獸
6. ↑  JP-Word简谱编辑 （页面存档备份，存于）, 提供功能稍有限制的免费版，但完整的版是商业软件。
7. ↑  美得理简谱 的存檔，存档日期2016-03-14.
8. ↑  .   [2016-03-14]. （原始内容存档于2012-05-10）.
9. ↑  .   [2016-03-14]. （原始内容存档于2021-01-20）.
10. ↑  .   [2016-03-14]. （原始内容存档于2012-07-04）.
11. ↑  簡單有譜 （页面存档备份，存于）, 免費使用。
12. ↑  .   [2016-03-14]. （原始内容存档于2013-04-15）.
13. ↑  .   [2016-03-14]. （原始内容存档于2014-04-07）.
14. ↑  .   [2016-03-14]. （原始内容存档于2011-09-17）.
15. ↑  官大為. . YouTube－NiceChord+ (好和弦+). 2019-02-23  [2024-05-18]. （原始内容存档于2024-05-18）.
16. ↑  官大為. . Evernote.   [2024-05-18]. （原始内容存档于2024-05-18）.
17. ↑  . SIL Language Technology.   [23 April 2019]. （原始内容存档于2019-05-14）.
18. ↑  . GitHub. 2023-12-12  [2024-05-18]. （原始内容存档于2024-05-18）.